# Pagò cara su muerte
Pagò cara su muerte ist ein Italowestern, der unter León Klimovskys Regie 1968 entstand und im deutschsprachigen Raum nicht gezeigt wurde.

## Handlung
Martin Rojas und anderen Farmbesitzern wird das Leben schwer gemacht: Ihr Land wurde an die Vereinigten Staaten verkauft, Rojas’ Besitz gar angezündet. Er tut sich mit einigen Nachbarn zusammen und verübt nun als Bandit kleine Anschläge. Mit dem Amerikaner Trevor organisierte er einen großen Raubzug, der in dem Städtchen Blackberry jedoch fehlschlägt; der Sheriff nimmt ihn fest. Während er im Gefängnis sitzt, stirbt Martins Frau bei der Geburt seines Sohnes Juan, der beim Sheriff aufwächst. Zehn Jahre später gelingt Rojas die Flucht aus dem Gefängnis, um seinen Sohn zu sehen. Schwierigkeiten dabei macht Trevor, der endlich an das Geld aus dem Beutezug kommen will, und darum Juan entführt. Martin willigt ein, Trevor den Weg zum Gold zu zeigen, kann auf der Reise jedoch mit Juan entfliehen. Nachdem er diesen in Sicherheit gebracht hat, sucht er Rache an den Banditen, die mittlerweile zerstritten sind. Beim Kampf gegen Trevor und die anderen verliert er sein Leben.